# DS-тест
DS-тест  (первоначальное название Система анкетирования) — модуль разрабатываемой некоммерческой автоматизированной системы поддержки научных исследований студенческой научно-исследовательской группой Магнитогорского Государственного Университета. В модуль входит набор инструментов для сбора и первичной обработки неоднородной статистической информации путём анкетирования респондентов, а также инструменты для проведения тестирования знаний.

## Функциональные возможности
- Возможность проведения on-line анкетирования респондентов.
- Поддержка нескольких типов вопросов – открытые (ответ в свободном виде), закрытые (выбор вариантов ответа из жёстко определённого списка), открыто-закрытые (выбор ответа из жёсткого определённого списка с возможностью дополнения собственным ответом), экспертная матрица (для применения метода анализа иерархий и экспертной оценки).
- Выгрузка информации в различные форматы — бланк анкеты для проведения классических исследований в полевых условиях (RTF, HTML), генерация отчетов (RTF), собранная статистика (файл с разделителем – CSV, XML), импорт структуры вопросов (XML).
- Первичная обработка статистической информации — построение графиков, распределение вариантов ответов в заполненных анкетах.
- Возможность использования модуля в качестве инструмента для проведения тестирования.
- Проведения тестирования знаний.
- Регистрация и профили пользователей.